# Gordon Jackson
Gordon Cameron Jackson, OBE, (* 19. Dezember 1923 in Glasgow, Schottland; † 15. Januar 1990 in London, England) war ein schottischer Schauspieler.

## Leben und Karriere
Gordon Jackson absolvierte zunächst eine Mechanikerlehre bei Rolls-Royce Motor Cars Ltd. 1943 verließ er jedoch den Konzern und gab im schottischen Rutherglen sein Bühnendebüt als Schauspieler – ohne jemals eine Schauspielausbildung absolviert zu haben. Deshalb litt er nach eigener Aussage zeitlebens unter starkem Lampenfieber. Dennoch entwickelte er sich zu einem beliebten Darsteller in Film und Fernsehen.
Jackson spielte in Kinoproduktionen wie Meuterei auf der Bounty (neben Marlon Brando) und Gesprengte Ketten. Ab 1971 wurde er als pflichtbewusster Butler Hudson in der Fernsehserie Das Haus am Eaton Place (Upstairs, Downstairs), den er in 60 der insgesamt 68 Episoden verkörperte, einem Millionenpublikum bekannt und für seine Rolle 1976 mit einem Emmy ausgezeichnet. Von 1977 bis 1983 spielte er abermals eine tragende Rolle in der Krimiserie Die Profis als  Leiter der fiktiven Geheimdienst-Sondereinheit CI5 (eine Anspielung auf den MI5) Major George Cowley und Vorgesetzter der beiden Titelhelden Bodie (Lewis Collins) und Doyle (Martin Shaw). In der deutschen Fassung beider Serien wurde Jackson von dem Schauspieler Edgar Ott synchronisiert.
Jackson war mit der schottischen Schauspielerin Rona Anderson verheiratet, mit der er zwei Söhne, Graham und Roderick, hatte. Er starb im Januar 1990 im Alter von 66 Jahren an Knochenkrebs.

## Filmografie (Auswahl)
- 1942: One of Our Aircraft Is Missing
- 1942: Ein gefährliches Unternehmen (The Foreman Went to France)
- 1943: San Demetrio (San Demetrio London)
- 1945: Gefährliche Mission (Pursuit to Algiers)
- 1945: Apotheker Sutton (Pink String and Sealing Wax)
- 1946: Das gefangene Herz (The Captive Heart)
- 1949: Goldgräber (Eureka Stockade)
- 1949: Zwei junge Herzen (Floodtide)
- 1949: Freut euch des Lebens (Whisky Galore!)
- 1951: Glücklich und verliebt (Happy Go Lovely)
- 1951: Florence Nightingale – Ein Leben für den Nächsten (The Lady with the Lamp)
- 1953: Malta Story
- 1953: The Quatermass Experiment (Fernsehserie, 1 Folge)
- 1954: Liebeslotterie (The Love Lottery)
- 1955: Die Delavine-Affäre (Delavine Affair)
- 1955: Eine Frau kommt an Bord (Passage Home)
- 1955: Schock (The Quatermass Xperiment)
- 1956: Das Baby auf dem Schlachtschiff (The Baby and the Battleship)
- 1957: Die Angst hat tausend Namen (Seven Waves Away)
- 1957: Die Frau meiner Sehnsucht (Let’s Be Happy)
- 1957: Duell am Steuer (Hell Drivers)
- 1957: Der Mann im Schatten (Man in the Shadow)
- 1958: Die Abenteuer von Robin Hood (The Adventures of Robin Hood, Fernsehserie, 1 Folge)
- 1958: Der blinde Rächer (Blind Spot)
- 1959: Feinde von gestern (Yesterday’s Enemy)
- 1959: Ein Schotte auf Brautschau (The Bridal Path)
- 1959: Die tödliche Falle (Blind Date)
- 1959: Mr. Frisbys Ratten (Devil’s Bait)
- 1960: Zone des Schweigens (Cone of Silence)
- 1960: Einst ein Held (Tunes of Glory)
- 1960: Die Lawine (Snowball)
- 1962: Meuterei auf der Bounty (Mutiny on the Bounty)
- 1963: Gesprengte Ketten (The Great Escape)
- 1964: Raubzug der Wikinger (The Long Ships)
- 1965: Ipcress – streng geheim (The Ipcress File)
- 1965: Geheimaktion Crossbow (Operation Crossbow)
- 1965: Die tollkühnen Männer in ihren fliegenden Kisten (Those Magnificent Men in Their Flying Machines or How I Flew from London to Paris in 25 hours 11 minutes)
- 1965: Mit Schirm, Charme und Melone (The Avengers, Fernsehserie, Folge 4x5 Das Schottische Schloss)
- 1966: Der Schatten des Giganten (Cast a Giant Shadow)
- 1966: Donegal, König der Rebellen (The Fighting Prince of Donegal)
- 1966: Spion zwischen 2 Fronten (Triple Cross)
- 1967: Die Nacht der Generale (The Night of the Generals)
- 1967: Ratten im Secret Service (Danger Route)
- 1969: Die besten Jahre der Miss Jean Brodie (The Prime of Miss Jean Brodie)
- 1969: Zwei Freunde fürs Leben (Run Wild, Run Free)
- 1969: Hamlet
- 1970: Scrooge
- 1971: Entführt (Kidnapped)
- 1971–1975: Das Haus am Eaton Place (Upstairs, Downstairs, Fernsehserie, 60 Folgen)
- 1972: In den Fängen der Madame Sin (Madame Sin)
- 1975: Russisches Roulett (Russian Roulette)
- 1977: Rendezvous mit dem Tod (Golden Rendezvous)
- 1977–1983: Die Profis (The Professionals, Fernsehserie, 57 Folgen)
- 1978: Der Schrecken der Medusa (The Medusa Touch)
- 1981: Der lange Weg nach Alice Springs (A Town Like Alice, Miniserie, 3 Folgen)
- 1983: Hart aber herzlich (Hart to Hart, Fernsehserie, Folge 5x05 Die Fuchsjagd)
- 1984: Die letzte Jagd (The Shooting Party)
- 1986: Kreuzfeuer der Agenten (The Whistle Blower)
- 1986: Shaka Zulu (Miniserie, 10 Folgen)
- 1988: Noble House (Miniserie, 4 Folgen)
- 1988: Gefährdete Liebe (The Lady and the Highwayman, Fernsehfilm)
- 1991: The Play on One (Fernsehserie, 1 Folge)